# Francis Castaing
Francis Castaing (Burdeos, 22 de abril de 1959) fue un ciclista francés, que fue profesional entre 1981 y 1988. Durante su carrera profesional destaca la victoria en una etapa del Tour de Francia de 1985, así como el GP Ouest France-Plouay de 1982.

## Palmarés

### Carretera
1979
- Tour de Gironde-Sur

1980
- 1 etapa del Tour del Porvenir

1981
- París-Bourges, más 2 etapas
- 1 etapa del Tour del Mediterráneo
- 1 etapa del Tour de Córcega
- 1 etapa del Tour del Tarn
- 1 etapa de la Étoile des Espoirs

1982
- GP Ouest France-Plouay
- Gran Premio d'Aix-en-Provence
- GP de Peymeinade
- Circuito del Sudeste
- 1 etapa del Tour de Indre-te-Loire
- 2 etapas del Tour de Lorena

1983
- 1 etapa de la París-Niza
- 2 etapas de la Ruta del Sur
- 1 etapa del Tour de Amérique
- 1 etapa del Tour del Oise
- 1 etapa del Tour del Porvenir
- 3 etapas de la Étoile des Espoirs

1984
- 1 etapa de la París-Niza
- 1 etapa del Tour del Oise
- 1 etapa de la Étoile des Espoirs

1985
- 1 etapa del Tour de Francia
- 1 etapa del Tour del Lemosín

1986
- Tour de Vendée
- Rondo de Aix-en-Provence
- 1 etapa de la Ruta del Sur

1987
- 1 etapa de la Midi Libre

### Pista
1981
- Campeonato de Francia de velocidad

1982
- Campeonato de Francia de puntuación

## Resultados en las Grandes Vueltas

### Resultados en el Tour de Francia
- 1984. 105.º de la clasificación general
- 1985. 132.º de la clasificación general. Vencedor de una etapa
- 1986. 130.º de la clasificación general

### Resultados en la Vuelta a España
- 1985. 101.º de la clasificación general

- Datos: Q538435